# Azubuike Egwuekwe
Azubuike Emanuel Egwuekwe, född 16 juli 1989 i Lafia, är en nigeriansk fotbollsspelare som sedan 2016 spelar i finska KuPS. Han spelar även för Nigerias landslag där han var med och vann Afrikanska mästerskapet 2013. Han var även uttagen till VM 2014, dock utan att få någon speltid.

## Meriter
Nigeria
- Afrikanska mästerskapet
  - Guld: 2013